# 駒水大雅ジャック
駒水 大雅ジャック（こまみず たいがジャック、1998年〈平成10年〉11月4日 - ）は、日本のプロバスケットボール選手。奈良県出身。ポジションはパワーフォワード。B.LEAGUE・鹿児島レブナイズ所属。

## 来歴
オーストラリア人の父と日本人の母の間に生まれる。
4歳のころ日本からオーストラリアへ移住。バスケットボールを始めたのは16歳で、それまでは陸上競技で好成績を残していた。17歳の時にも走幅跳で7m 23cmを記録してニューサウスウェールズ州チャンピオンになっている。バスケットボールを始めたきっかけは、友人の誘いで合宿に参加し、コーチに勧められたことだった。
大学在学中にWaratah Leagueのメイトランド・ムスタングスでプレイ。
2020-21シーズンは大阪エヴェッサに入団するが1シーズンで退団。
2021-22シーズンは佐賀バルーナーズに入団するが、再び1シーズンで退団。
2022-23シーズンは長崎ヴェルカに練習生として参加していたが、シーズン途中の2023年2月9日、B3リーグ所属のベルテックス静岡に選手として加入。オフに退団。
2023-24シーズンは徳島ガンバロウズに初年度メンバーとして加入。1シーズンプレーした。
2024シーズンより鹿児島レブナイズに移籍した。

## 個人成績
| シーズン   | チーム | GP | GS | MPG   | FG%  | 3P%  | FT%  | RPG | APG | SPG | BPG | TO  | PPG |
| ---------- | ------ | -- | -- | ----- | ---- | ---- | ---- | --- | --- | --- | --- | --- | --- |
| B1 2020-21 | 大阪   | 19 | 0  | 05:31 | .387 | .176 | .000 | 1.2 | 0.2 | 0   | 1.2 | 0.5 | 1.6 |
| B2 2021-22 | 佐賀   | 37 | 3  | 12:11 | .361 | .271 | .583 | 2.5 | 0.2 | 0.4 | 2.5 | 0.8 | 3.7 |
| B3 2022-23 | 静岡   | 13 | 2  | 10:52 | .408 | .385 | 1.00 | 1.9 | 0.1 | 0.4 | 0   | 0.6 | 4.4 |
| B3 2023-24 | 徳島   | 49 | 3  | 15.3  | .329 | .291 | .581 | 2.3 | 0.7 | 0.5 | 0.1 | 0.7 | 3.9 |